# Lijst van premiers van Kaapverdië
Hieronder een overzicht van alle premiers van Kaapverdië sinds de onafhankelijkheid in 1975.
| Nr. | Foto | Naam                            | Startdatum mandaat | Einddatum mandaat | Partij                                                  |
| --- | ---- | ------------------------------- | ------------------ | ----------------- | ------------------------------------------------------- |
| 1   |      | Pedro Pires (1934)              | 8 juli 1975        | januari 1981      | Partido Africano da Independência de Guiné e Cabo Verde |
| 1   |      | Pedro Pires (1934)              | januari 1981       | 4 april 1991      | Partido Africano da Independência de Cabo Verde         |
| 2   |      | Carlos Veiga (1949)             | 4 april 1991       | 5 oktober 2000    | Movimento para a Democracia                             |
| 3   |      | Gualberto do Rosário (1950)     | 29 juli 2000       | 5 oktober 2000    | Movimento para a Democracia                             |
| 3   |      | Gualberto do Rosário (1950)     | 5 oktober 2000     | 1 februari 2001   | Movimento para a Democracia                             |
| 4   |      | José Maria Pereira Neves (1960) | 1 februari 2001    | 22 april 2016     | Partido Africano da Independência de Cabo Verde         |
| 5   |      | Ulisses Correia e Silva (1962)  | 22 april 2016      | huidig            | Movimento para a Democracia                             |